# Pucciniosira umanensis
Pucciniosira umanensis är en svampart som beskrevs av Buriticá 1996. Pucciniosira umanensis ingår i släktet Pucciniosira och familjen Pucciniosiraceae.   Inga underarter finns listade i Catalogue of Life.